# Walter Jon Williams
Walter Jon Williams (Duluth, 15 ottobre 1953) è uno scrittore statunitense conosciuto principalmente come autore di romanzi di fantascienza.
È un autore eclettico, che ha affrontato con successo vari aspetti del genere fantascientifico, spaziando dal cyberpunk alla space opera, dalla farsa umoristica alla storia alternativa fino alla science fantasy, trovando una forma congeniale soprattutto nel romanzo breve.
Nel profilo del suo blog ufficiale, si definisce «uno scrittore, game designer, cintura nera e sub» («an author, game designer, black belt, and scuba guy»).

## Biografia
Williams ha studiato all'Università del Nuovo Messico dove ha conseguito un bachelor of Arts nel 1975.
Esordisce nella narrativa nei primi anni ottanta, scrivendo con il nome Jon Williams la serie di avventure navali di ambientazione storica Privateers and Gentlemen, alla base dell'omonimo gioco di ruolo della Fantasy Games Unlimited, per cui redige lui stesso le regole di gioco.
Il primo romanzo di fantascienza è Ambassador of Progress (1984). Il successivo Knight Moves (1985) è un diretto omaggio alla fantascienza colta e barocca degli anni sessanta di Roger Zelazny e Samuel R. Delany. Nel 1990 Williams scriverà poi addirittura un seguito ad un romanzo di Zelazny, The Graveyard Heart (1964), Elegia per angeli e cani (Elegy for Angels and Dogs).
Negli anni del cyberpunk, Williams è un autore di primo piano. Il suo contributo al movimento letterario è costituito, oltre a vari racconti, dalla serie Hardwired, composta da Guerrieri dell'interfaccia (Hardwired) (1986), La voce del vortice (Voice of the Whirlwind) (1987) e Solip:System (1989).
Si cimenta nella space opera con Stazione Angelica (Angel Station) (1989) e con la serie di divertimenti farseschi sulle avventure del ladro gentiluomo Drake Majistral: The Crown Jewels (1987), House of Shards (1988) e Rock of Ages (1995).
La sua vena più leggera si esprime anche nel sottogenere della storia alternativa, in cui si diverte a mettere Edgar Allan Poe nei panni di un generale sudista nella guerra di secessione americana (No Spot of Ground del 1989), a portare Lord Byron a Waterloo e riscrivere l'origine del classico Frankenstein (Wall, Stone, Craft del 1993) ed immaginare un Friedrich Nietzsche nel selvaggio West americano (Last Ride of German Freddie del 2002).
Days of Atonement (1991) è un giallo thriller, pur con una forte connotazione fantascientifica.
Aristoi (1992) descrive un futuro avanzatissimo con una casta di esseri prossimi all'onnipotenza, mentre il dittico science fantasy Metropolitan (1995) e Città di fuoco (City on Fire) (1997) racconta di una città perfetta, fondata su una magica energia. La grande onda (The Rift) (1999) è un voluminoso romanzo catastrofico ambientato nel Sud degli Stati Uniti dopo un terribile disastro naturale.
Nella prima metà degli anni duemila scrive la trilogia di space opera Dread Empire's Fall che, a partire dal crollo di una dittatura galattica, racconta il caos successivo e il conflitto fra umani e alieni insettoidi.
Attualmente vive a Valencia County situata a sud di Albuquerque nel Nuovo Messico.

## Opere

### Romanzi

#### Hardwired
- Guerrieri dell'interfaccia (Hardwired) (1986). Bologna, Phoenix Enterprise Publishing Company, Quark 2, mar 1995
- La voce del vortice (Voice of the Whirlwind) (1987). Roma, Fanucci Editore, Solaria, gen 2000

#### Drake Maijstral
- The Crown Jewels (1987)
- House of Shards (1988)
- Rock of Ages (1995)

#### Metropolitan
- Metropolitan (Metropolitan) (1995). Milano, Arnoldo Mondadori Editore, Urania 1367, 1 ago 1999
- Città di fuoco (City on Fire) (1997). Milano, Arnoldo Mondadori Editore, Urania in due parti: Città di fuoco n.1427 del 18 nov 2001 e La città e l'abisso n.1433 del 10 feb 2002

#### Dread Empire's Fall
- The Praxis (2002)
- The Sundering (2003)
- Conventions of War (2005)

#### Privateers and Gentlemen
- To Glory Arise, originariamente come The Privateer (1981)
- The Tern Schooner, originariamente come The Yankee (1981)
- Brig of War, originariamente come The Raider (1981)
- The Macedonian (1981)
- Cat Island (1981)

#### Altri romanzi
- Ambassador of Progress (1984)
- Knight Moves (1985)
- Stazione Angelica (Angel Station) (1989). Roma, Fanucci Editore, Solaria Collezione 1, 30 giu 2000
- Elegia per angeli e cani (Elegy for Angels and Dogs) (1990). Bologna, Phoenix Enterprise Publishing Company, Isaac Asimov Science Fiction Magazine 13, mag 1995
- Days of Atonement (1991)
- Aristoi (Aristoi) (1992). Milano, Arnoldo Mondadori Editore, Superblues, mag 1996
- La grande onda (The Rift) (1999). Milano, Rizzoli, La Scala, ott 1999
- The New Jedi Order: Destiny's Way (2002)
- Implied Spaces (2008)
- This Is Not a Game (2009)
- Deep State (2011)

### Raccolte di storie brevi
- Facets (1990)
- Frankensteins and Foreign Devils (1998)

### Romanzi brevi e racconti
- Side Effects (1985)
- Sarah Runs the Weasel (1986)
- Panzerboy (1986)
- Video Star (1986) Telemaco, Isaac Asimov Science Fiction Magazine 4, 1993
- L'ora del lupo (1987) Bologna, Phoenix Enterprise Publishing Company, Isaac Asimov Science Fiction Magazine 5, 1994
- Witness (1987)
- Unto the Sixth Generation (1987)
- Dinosaurs (1987)
- Ligdan and the Young Pretender (1987)
- Surfacing (1988)
- Consequences (1988)
- Flatline (1988) Cyberpunk, a cura di Piergiorgio Nicolazzini, Nord, 1994.
- Mortality (1988)
- The Bob Dylan Solution (1989)
- Solip:System (1989) - serie Hardwired (Biblioteca di un sole lontano n. 64 - Delos Digital, mar 2022)
- No Spot of Ground (1989)
- Prayers on the Wind (1991)
- Erogenoscape (1991)
- When Night's Black Agents to Their Preys Do Rouse (1991)
- Acqua, pietra, arte (Wall, Stone, Craft, 1993). Milano, Arnoldo Mondadori Editore, Millemondi 1, ott 1994
- Feeding Frenzy (1994)
- Red Elvis (1994)
- Broadway Johnny (1995)
- Woundhealer (1995)
- Foreign Devils (1996)
- Lete (Lethe) (1997) L'uomo duplicato, a cura di Piergiorgio Nicolazzini, Nord, 1997
- The Picture Business (1998)
- Daddy's World (1999)
- Argonautica (1999)
- The Stolen Command (1999)
- Tauromachia (2000)
- The Last Ride of German Freddie (2002)
- The Millennium Party (2002)
- Margaux (2003) - serie Dread Empire's Fall
- L'era del flagello (The Green Leopard Plague) (2003) Milano, Delos Books, 2005. ISBN 8889096268
- The Tang Dynasty Underwater Pyramid (2004)
- Investments (2004) - serie Dread Empire's Fall
- Logs (2004) - serie Dread Empire's Fall
- Solidarity (2005) - serie Dread Empire's Fall
- The Stickpin (2005)
- Il giorno dell'incarnazione (2006)
- Womb of Every World (2007)
- Send Them Flowers (2007)
- Pinocchio (2007)
- Il Trionfo di Virtù ( The Triumph of Virtue 2017) pubblicato nel 2018 nell'antologia "Il libro delle spade" a cura di Gardner Dozois

### Giochi di ruolo
- Privateers and Gentlemen, Fantasy Games Unlimited, 1981 (originariamente pubblicato come Promotions and Prizes)[4]
- Hardwired, R. Talsorian Games, 1990
- Lastcallpoker, 4orty2wo Entertainment, 2005

### Wargame
- Hearth of Oak, Fantasy Games Unlimited, 1982. Wargame navale. Strettamente integrato con Privateers and Gentlemen, originariamente pubblicato come Traditions of Victory[4]

## Riconoscimenti
- Premio Nebula
  - 2000: Daddy's World - best novelette
  - 2004: L'era del flagello (The Green Leopard Plague) - best novella